# Cyathea obnoxia
Cyathea obnoxia är en ormbunkeart som beskrevs av Lehnert. Cyathea obnoxia ingår i släktet Cyathea och familjen Cyatheaceae. Inga underarter finns listade.